# Bistum Laoag

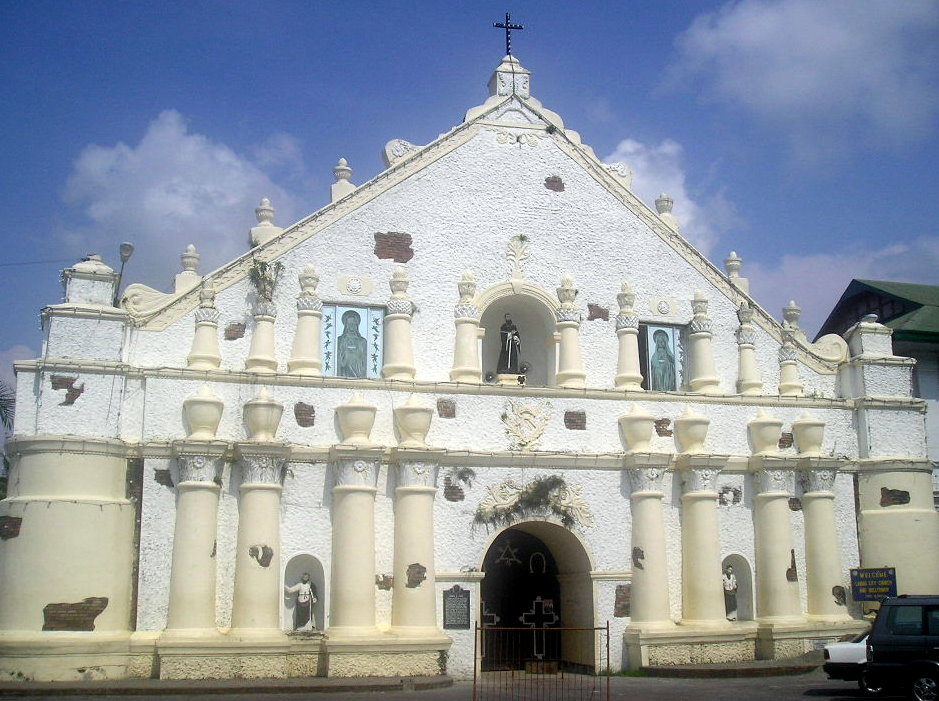
Cathedral of St. William the Hermit

Das Bistum Laoag (lat.: Dioecesis Laoagensis) ist eine auf den Philippinen gelegene römisch-katholische Diözese mit Sitz in Laoag. Es umfasst die Provinz Ilocos Norte.

## Geschichte
Papst Johannes XXIII. gründete es mit der Apostolischen Konstitution Novae Segobiae am 5. Juni 1961 aus Gebietsabtretungen des Erzbistums Nueva Segovia, dem es auch als Suffragandiözese unterstellt wurde. 

## Bischöfe von Laoag
- Antonio Lloren Mabutas (5. Juni 1961 – 25. Juli 1970, dann Koadjutorerzbischof von Davao)
- Rafael Montiano Lim (12. Februar 1971 – 26. Januar 1978, dann Bischof von Boac)
- Edmundo Abaya (11. Dezember 1978 – 22. Mai 1999, dann Erzbischof von Nueva Segovia)
- Ernesto Antolin Salgado (7. Dezember 2000 – 12. Februar 2005, dann Erzbischof von Nueva Segovia)
- Sergio Lasam Utleg (13. November 2006 – 15. Juni 2011, dann Erzbischof von Tuguegarao)
- Renato Pine Mayugba (seit 12. Oktober 2012)

## Statistik
| Jahr | Bevölkerung | Bevölkerung | Bevölkerung | Priester     | Priester         | Priester       | Priester               | Ständige Diakone | Ordensleute  | Ordensleute      | Pfarreien |
| Jahr | Katholiken  | Einwohner   | %           | Gesamtanzahl | Diözesanpriester | Ordenspriester | Katholiken je Priester | Ständige Diakone | Ordensbrüder | Ordensschwestern | Pfarreien |
| ---- | ----------- | ----------- | ----------- | ------------ | ---------------- | -------------- | ---------------------- | ---------------- | ------------ | ---------------- | --------- |
| 1970 | 151.346     | 345.713     | 43,8        | 40           | 36               | 4              | 3.783                  |                  | 5            | 42               | 22        |
| 1980 | 298.807     | 393.892     | 75,9        | 32           | 26               | 6              | 9.337                  |                  | 6            | 35               | 22        |
| 1990 | 371.026     | 573.053     | 64,7        | 40           | 32               | 8              | 9.275                  |                  | 17           | 70               | 22        |
| 1999 | 426.554     | 637.291     | 66,9        | 43           | 39               | 4              | 9.919                  |                  | 7            | 101              | 22        |
| 2000 | 434.635     | 646.093     | 67,3        | 47           | 43               | 4              | 9.247                  |                  | 7            | 99               | 23        |
| 2001 | 441.022     | 658.454     | 67,0        | 44           | 40               | 4              | 10.023                 |                  | 5            | 101              | 23        |
| 2002 | 441.022     | 658.454     | 67,0        | 68           | 63               | 5              | 6.485                  |                  | 9            | 89               | 23        |
| 2003 | 322.425     | 531.509     | 60,7        | 50           | 44               | 6              | 6.448                  |                  | 6            | 66               | 23        |
| 2004 | 441.022     | 658.454     | 67,0        | 49           | 44               | 5              | 9.000                  |                  | 7            | 95               | 27        |
| 2013 | 472.551     | 710.386     | 66,5        | 55           | 46               | 9              | 8.591                  |                  | 10           | 70               | 29        |